# Alloeochaete namuliensis
Alloeochaete namuliensis là một loài thực vật có hoa trong họ Hòa thảo. Loài này được Chippind. mô tả khoa học đầu tiên năm 1945.